# Leun
Leun – miasto w Niemczech, w kraju związkowym Hesja, w rejencji Gießen, w powiecie Lahn-Dill.

## Współpraca
Miejscowości partnerskie:
- Feytiat, Francja
- Rastenberg, Turyngia